# 納克沃縣

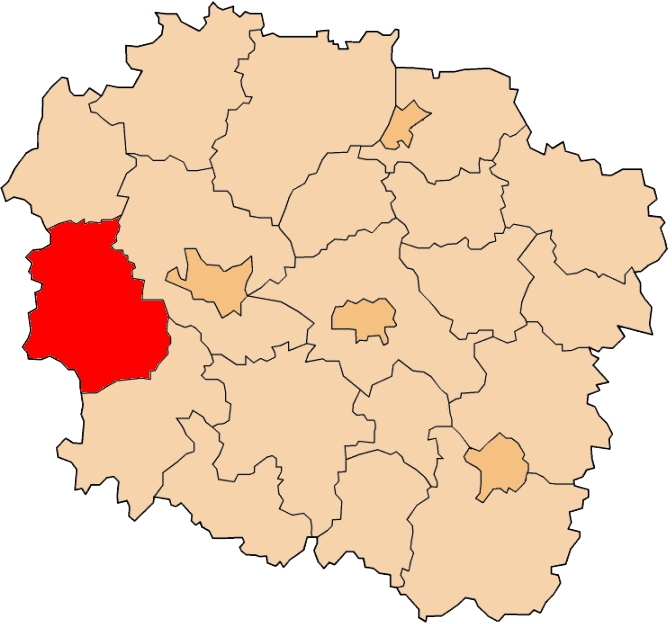

53°8′25″N 17°35′34″E / 53.14028°N 17.59278°E
納克沃縣（波蘭語：Powiat nakielski），是波蘭的縣份，位於該國中北部，由庫亞維-波美拉尼亞省負責管轄，首府設於諾泰奇河畔納克沃，面積1,120平方公里，2006年人口84,786，人口密度每平方公里76人。